# Hauptstraße C35
Die Hauptstraße C35 (auch MR67) im Nordwesten Namibias zweigt in Henties Bay an der Atlantikküste von der Hauptstraße C34 ab und führt in nördlicher Richtung über Uis, Khorixas und Kamanjab nach Ruacana an der Grenze mit Angola. Der Abschnitt zwischen Kamanjab und der Kreuzung mit der Hauptstraße C41 ist asphaltiert. 85 Kilometer zwischen Omakange und Ruacana wurden zwischen 2013 und Juli 2015 ebenfalls  asphaltiert.
Der gesamte Abschnitt zwischen Henties Bay über Uis bis Khorixas sollte bereits ab November 2015 asphaltiert werden. Die Bauarbeiten begannen schlussendlich auf den ersten 100 Kilometern ab Henties Bay im Juli 2021 und sollen bis 2024 abgeschlossen werden.